# Кярнамяе
Кярнамяе (ест. Kärnamäe, виро Kärnämäe) — село в Естонії, входить до складу волості Виру, повіту Вирумаа.